# Lluís Grau Barberà
Lluís Grau Barberà (Reus, 31 de gener de 1908 - 15 de juliol de 1954) va ser un metge especialitzat en dermatovenereologia i dinamitzador cultural catalanista.

## Formació
Va néixer a Reus el 31 de gener del 1908, i era el petit dels cinc fills de Joan Grau Gené i de Josepa (Pepeta) Barberà Figuerola. Una família de tradició editora i llibretera amb negoci al carrer d'Aleus, número 1 (La Fleca). Va fer els primers estudis al col·legi de Sant Pere Apòstol dels Pares de la Sagrada Família a Reus i els estudis secundaris a l'internat dels Escolapis de Sarrià. Va estudiar la carrera de medicina a la Universitat de Barcelona, (1924 - 1930), on va ser deixeble del catedràtic doctor Peyrí, col·laborant-hi com intern i metge agregat de càtedra durant quatre anys, impartint-hi algunes lliçons del programa oficial. Va ser pensionat per la Junta de la Facultat de Medicina per a l'ampliació d'estudis a l'estranger, benefici que aprofità per a perfeccionar l'especialització en Dermatologia i Sifilografia a l'Hôpital Saint Louis de París. Retornat a Reus, obrí consulta professional en el seu domicili natal, on exercí la Dermatologia mèdico-quirúrgica i venereologia fins a la seva prematura mort, per una neoplàsia de pàncrees, el 15 de juliol del 1954.

## Exercici professional
L'agost de l'any 1935 va obtenir per concurs-oposició, la plaça de Metge director del dispensari del "Servei de la Lluita Antivenèria" a Reus, vinculat a l'Hospital de Sant Joan, càrrec que exercí fins que va morir. Hi va publicar diversos informes estadístics sobre la sífilis a la comarca, alguns dels quals van ser impresos en format llibret. Formà part de l'equip de metges consultors externs de l'Institut Pere Mata. Al desembre del 1937 és reclutat amb el grau de tinent mèdic provisional a les ordres del jefe de Sanitat de l'Exèrcit de Llevant, que defensava diversos indrets del front de Terol. Més endavant, amb efectes a 1 de setembre del 1938, és ascendit a capità metge del XIX cos de l'exèrcit; motiu pel qual, acabada la Guerra Civil, fou sotmès a "depuració", per un Consell de guerra sumaríssim del qual resultà absolt al mateix any 1939.
L'any 1947 va ser professor del primer curs de "Damas Voluntarias Enfermeras" de la Asamblea Local de la Cruz Roja Española de Reus. Afeccionat a l'esport, practicà la natació al club Reus Deportiu, del qual n'era soci. Fou el metge de l'equip d'hoquei sobre patins que viatjà, el novembre de 1949, a Bèlgica per a participar en un torneig internacional, convidats pel Club Klopstokia R. H. C. d'Anvers. També col·laborà amb la "Associació Excursionista de Reus".
Participà activament en Reunions i Congressos i en diverses publicacions professionals, com ara la reusenca Fulls clínics (a partir de 1939, Hojas clínicas) i en revistes científiques nacionals i internacionals, amb articles referents a la seva especialització mèdica.

## Activitat Cultural
Vinculat a les activitats culturals reusenques, l'any 1946, en la clandestinitat, va organitzar i presidir els "Jocs Florals d'estar per casa" celebrats, per motius polítics, a l'empara de l'Institut Pere Mata i dels que se'n va fer una publicació ciclostilada, també clandestina, amb els treballs que s'hi van presentar. Posteriorment, l'any 1948 va ser nomenat membre de la junta directiva del tot just acabat de reobrir Centre de Lectura i bibliotecari de l'entitat i al cap de tres anys President de la Secció de Literatura i Idiomes. L'1 de juliol del 1952, després de 18 anys de forçat silenci, es reprengué la publicació de la "Revista del Centro de Lectura" (Cuarta época) en la qual, com redactor, hi publicava sovint. En una dependència de la secció de Literatura, el 4 de gener del 1954, s'hi ubica l'Hemeroteca Mèdica, una associació de metges de Reus i de la comarca que tenia establert un servei de subscripció a revistes professionals de difícil abast privat i que organitzava també conferències i cursos de formació continuada. Es relacionava assíduament amb els intel·lectuals locals, com ara Josep Iglésies, Teresa Miquel, Joaquim Santasusagna, entre d'altres. Va ser mentor dels poetes Josep Maria Arnavat, Ramon Amigó i Xavier Amorós, als que anomenaven "la Triple A" i ell mateix escrigué alguns poemes d'un cert valor. Membre de la tertúlia dels germans Casajuana. on gairebé diàriament s'hi aplegaren en la rebotiga els mateixos tertulians. També va formar part de diversos jurats literaris,entre ells el "Cinqué Certamen Literari del Centre de Lectura", el juny del 1952. presidit pel ministre franquista Joaquin Ruiz-Giménez, que amb el pas del temps demostrà ser el de més tarannà democràtic. Soci fundador de l'Associació d'Estudis Reusencs, l'any 1953, hi consta com a vocal en la junta directiva presidida per Gaietà Vilella Puig. També formava part, a la seva mort, de la junta directiva de la centenària empresa Gas Reusense, presidida per Jaume Gilabert Padreny.

## Publicacions[26]
- «Accidents que poden presentar-se en la medicació arsenical de la sífilis». Butlletí de l'Agrupament Escolar de l'Acadèmia i Laboratori de Ciències Mèdiques de Catalunya. Abril, maig i juny de 1931. Barcelona.
- «Pitiriasis liquenoide crónica». A: Ecos españoles de dermatología y sifiliografia, núm. 78. Madrid: Març de 1932.
- «Presentación de un caso para diagnóstico». Ecos españoles de dermatología y sifiliografia, núm. 79, Madrid: Abril, 1932.
- «Un caso de melanosis de Riehl». A: Ecos españoles de dermatología y sifiliografia, núm. 90. Madrid: març de 1933.
- «Liquenificación nodular crónica circunscrita.». A: Ecos españoles de dermatología y sifiliografia, núm. 90. Madrid: març de 1933
- «Liquen plano atrófico.». A: Ecos españoles de dermatología y sifiliografia, núm. 91. Madrid: abril de 1933.
- «Contribución al estudio de los líquenes: dos casos de liquenificación nodular crónica circunscrita». A: Ecos españoles de dermatología y sifiliografia, núm. 94. Madrid. juliol de 1933.
- «Contribución al estudio de las poiquilodérmias: un caso de poiquilodérmia secundária.» A: Ars mèdica: revista de medicina, cirugía y especialidades,  octubre de 1933.
- «Morfologies de l'al·lèrgia cutània: l'al·lèrgia cutània en la primera infància». Ponència del simposi. Barcelona: novembre, 1933.
- «Contribution a l'etude des poikilodermies: a propos de trois cas de toxicodermie folliculaire et pigmentaire d'origene exógene» A:  Annals de Dermatologie et Syphilographie. París: abril de 1934.
- «Lupus pernio: lesions òssies». A: Fulls clínics. Reus: març de 1935.
- «Un cas de Botó d'Orient.» A: Fulls clínics. Reus: maig de 1935.
- «Els estats patològics més freqüents en la clínica dermatològica de les cames». A: Fulls clínics. Reus: octubre de 1935.
- «Comentaris a dues histories clíniques de venereologia». A: Fulls clínics. Reus: gener de 1936.
- «Herpes gestationis». A: Hojas clínicas. Reus: quart trimestre de 1940.
- «Comentários clínicos a unos casos de sífilis».A: Hojas clínicas. Reus: primer trimestre de 1941.
- «La sífilis en el Dispensário Antivenéreo de Reus: año 1940». Reus: Servicios Antivenéreos y de Lepra, Dispensario de Reus, 1941.
- «La endemia sifilítica entre la prostitución: consideraciones sobre los reconocimientos médicos periódicos practicados durante un año en el Dispensario Antivenéreo de Reus ». A: Actas dermo-sifiliográficas. Madrid, 1941.
- «Síndromes eritrodérmicos y ácido ascórbico». A: Actas dermo-sifiliográficas. Madrid, 1941.
- «Un caso de onicauxis». A: Actas dermo-sifiliográficas. Madrid, 1941.
- «Eficácia de los arsenicales utilizados en el Dispensario Antivenéreo de Reus». A: Actas dermo-sifiliográficas. Madrid, 1941.
- «Contribución al conocimiento de los tumores glómicos: forma angio-leio-muscular». A: Actas dermo-sifiliográficas. Madrid, 1941.
- «Sífilis sin chancro de crecimiento linfático ganglionar». A: Actas dermo-sifiliográficas. Madrid, 1941.
- «Accidentes hemorrágico-purpúricos durante el tratamiento arsenical de la sífilis». A: Actas dermo-sifiliográficas. Madrid, 1942.
- «Leishmaniosis cutánea». A: Hojas clínicas. Reus: novembre de 1942.
- «Nota previa sobre el tratamiento del Botón de Oriente con el Hexamato de antimonio en solución concentrada y en aplicación intralesional». A: Actas dermo-sifiliográficas. Madrid: març de 1943.
- «Caso para diagnóstico: probable linfocitoma». A: Actas dermo-sifiliográficas. Madrid, 1943-44.
- «Tratamiento de la leishmaniosis cutánea con el soluestibosan a alta concentración». A: Actas dermo-sifiliográficas. Madrid, 1943-44.
- «Contribución al conocimiento de los tumores glómicos: forma angio-leio-muscular. (2ª. nota). A: Actas dermo-sifiliográficas. Madrid, 1943-44.
- «La Lepra en la provincia de Tarragona». A: Actas dermo-sifiliográficas. núm. 4. Madrid, 1945.
- «Comentario al ulerythema acneiforme de Unna». A: Actas dermo-sifiliográficas. Madrid, 1945-46.
- «Síndromes eritemopigmentários de las extremidades inferiores: intento de unificación de los mismos». A: Revista de información méico-terapeutica. Madrid, 1946.
- «Las queilitis no glandulares». A: Actas dermo-sifiliográficas; núm. 9, junio 1948. Madrid.